# Liste des maires de Monteux
Le tableau ci-dessous dresse la liste des maires de Monteux depuis 1790.

## Liste des maires
| Période        | Période                    | Identité                                     | Étiquette | Qualité |
| -------------- | -------------------------- | -------------------------------------------- | --------- | --- |
| 1790           | 1792                       | Joseph Pelissot                              |           | |
| 1792           | 1795                       | Charles Ponchon                              |           | |
| 1795           | ?                          | Sébastien Naveau                             |           | Président de canton |
| ?              | ?                          | Xavier Dampeine                              |           | Agent municipal |
| 1798           | ?                          | Joseph Bouchet                               |           | Agent municipal |
| 1798           | 1808                       | Jean-Pierre Gonnet                           |           | |
| janvier 1808   | novembre 1810              | Jean-Claude Ribas                            |           | |
| novembre 1810  | février 1816               | M. de Sibour                                 |           | |
| février 1816   | mars 1826                  | Siffrein Blanchet                            |           | |
| mars 1826      | août 1830                  | François Seyssau                             |           | |
| août 1830      | janvier 1832               | Amboise Népoty                               |           | |
| janvier 1832   | mars 1835                  | Joseph Siffrein Décor                        |           | |
| mars 1835      | février 1838               | Jean-Baptiste Seyssau                        |           | |
| février 1838   | novembre 1843              | Joseph Siffrein Décor                        |           | |
| novembre 1843  | février 1848               | Jean-Baptiste Seyssau                        |           | |
| février 1848   | mars 1848                  | Joseph Siffrein Décor                        |           | Nommé maire |
| mars 1848      | mars 1848                  | Jean-Louis Chabran                           |           | Nommé maire |
| mars 1848      | septembre 1848 (démission) | Jean-Baptiste Passemard                      |           | Nommé maire |
| septembre 1848 | octobre 1848               | Joseph Estève                                |           | Fait fonction de maire |
| octobre 1848   | mars 1866                  | Joseph Siffrein Décor                        |           | |
| avril 1866     | 1874                       | Joseph Jacques Benoît Michel                 |           | Nommé maire par décret impérial                                                                                             |
| 1874           | 1881                       | Pierre Grimaud                               |           | |
| 1881           | 1884                       | Augustin Berraud                             |           | |
| 1884           | novembre 1893 (démission)  | Armand Barrue                                |           | |
| 1893           | 1896                       | Léon Hugues                                  |           | |
| 1897           | 1912                       | Hippolyte Dampeine                           |           | |
| 1912           | 1919                       | Joseph-Edouard Dampeine (frère du précédent) |           | |
| 1919           | 1936                       | Antoine Berthier                             |           | |
| 1936           | mars 1941                  | Gaston Gonnet                                | Rad.      | Révoqué par le régime de Vichy                                                                                              |
| 1941           | 1944                       | Henri Cler                                   |           | |
| 1944           | 1947                       | Jean Rioufol                                 |           | |
| octobre 1947   | mars 1959                  | Gaston Gonnet                                | Rad.      | Conseiller général du canton de Carpentras-Sud (1945 → 1958)                                                                |
| mars 1959      | 1976                       | Édouard Grangier                             |           | Ancien chef de bataillon Sénateur du Vaucluse (1972 → 1977) Conseiller régional de Provence-Alpes-Côte d'Azur (1973 → 1977) |
| 1976           | mars 1989                  | Raymond Chabran                              |           | Commerçant |
| mars 1989      | En cours                   | Christian Gros                               | PS        | Professeur de faculté retraité Président de la CC Les Sorgues du Comtat                                                     |

## Compléments